# Köttallergi

Den kemiska strukturen hos galaktos-alfa-1,3-galaktos

Köttallergi, även kallad Alfa-gal-allergi, är en reaktion mot kolhydraten galaktos-alfa-1,3-galaktos, vanligtvis kallad alfa-gal.
Ämnet finns naturligt i alla däggdjur utom människan och hennes närmaste släktingar, vilket gör att kött från exempelvis gris, nöt, lamm och vilt inte tolereras.
Trots att tillståndet ibland beskrivs som en allergi mot rött kött, är det inte köttets färg som är avgörande utan förekomsten av alfa-gal. Även mejeriprodukter kan orsaka reaktioner vid svår allergi, eftersom små mängder alfa-gal utsöndras i mjölken. Kött från fåglar, såsom kyckling och kalkon, orsakar däremot inga problem, eftersom alfa-gal endast förekommer hos däggdjur.
Köttallergi beskrevs första gången 2009, och sprids genom fästingbett.

## Spridning och symptom
Allergin sprids via fästingbett. Trots att människors immunförsvar oftast tolererar alfa-gal via maten, kan ämnet uppfattas som något främmande och trigga en allergi när det överförs via fästingar. Köttallergi drabbar främst de som har blodgrupp A eller 0.
Symptomen varierar, men den gemensamma nämnaren är att reaktionen dröjer i timmar, mellan 2 och 7 timmar. Vanliga symptom är magont, diarré, illamående och kräkningar. Ungefär hälften drabbas av anafylaxi vilket kan vara ett livshotande tillstånd.
Ett av de nu ledande utbildningsforumen inom området köttallergi är TIARA (Tick induced allergies research & awareness).

## Förekomst
Köttallergi är ovanligt men ökar, särskilt hos vuxna, och klimatförändringar som gynnar fästingar kan leda till fler fall i framtiden.

### Sverige
Runt 200 personer i Sverige var 2015 konstaterat allergiska mot alfa-gal, men det kan finnas ett mörkertal.

### Australien och USA
Köttallergi är huvudsakligen uppmärksammad i USA och Australien.[källa behövs]
I Australien eskalerade antalet diagnostiserade köttallergi-fall under slutet av 2000-talet vilket föranledde ett antal publikationer, samt de första medicinska rekommendationerna att döda fästingar genom frysning innan de plockas bort.[källa behövs]
I USA har antalet fall ökat dramatiskt i och med den globala uppvärmningen, då fästingarna sprids till områden som tidigare varit för kalla.